# Warcraft II: Beyond the Dark Portal
WarCraft II: Beyond the Dark Portal (укр. «Воєнне ремесло ІІ: Потойбіч Темного порталу») — доповнення до відеогри Warcraft II: Tides of Darkness, розроблене Cyberlore Studios, і випущене 30 квітня 1996 компанією Blizzard Entertainment.
Доповнення вимагає наявності оригіналу Warcraft II. Воно надає дві кампанії, за Альянс і Орду. За сюжетом, жителі Азерота відтіснили орків до порталу в їх рідний світ Драенор. Проте орки на чолі з Нер'Зулом починають нове вторгнення. Люди організовують експедицію в Дренор, щоб перешкодити завоюванню Азероту.

## Ігровий процес
Доповнення не принесло принципових змін ігрового процесу. Був доданий новий тип ландшафту (землі Дренору). Значно розширилося значення героїв, вони стали брати активнішу участь у подіях гри. Також було вдосконалено ШІ і виросла складність гри. Для багатокористувацької гри додано 50 нових карт.

## Кампанії
Кожна з двох кампанії Beyond the Dark Portal налічує по 12 місій. На відміну від оригінальної гри, вони не є взаємовиключними, а розказують цілісну історію.

### Кампанія Орди
Нер'Зул (англ. Ner'zhul), шаман і вождь орків, замислив відкрити портали в нові світи й покорити їх. Однак, для побудови порталів необхідні знання, якими володіють Лицарі смерті й артефакти з Азероту. Для цього його клан Тіньового Місяця спочатку мусить підкорити клан Усміхненого черепа і звільнити Грома Пекельного Крика з полону клану Пісні війни. Далі він добуває череп Гул'дана (англ. Skull of Gul'dan) в клану Костоломів та заручається підтримкою Коргата Кривавого Кулака з клану Скаліченої руки. Проте інші клани бажають не просто відкрити портал в Азерот, а й досягти успіху там, де зазнав невдачі клан Чорної Скелі, та почати нове вторгнення. Тож Нер'Зулу спочатку доводиться виступати проти незгідних з його планами.
Нер'Зул відкриває прохід в Азерот, та люди збудували неподалік від порталу фортецю, яку Нер'Зул знищує. Його війська зустрічають вцілилих після війни з Альянсом орків, які розповідають, що дракони, котрі більше не належать орді, ненавидять людей і можуть стати союзниками.
Лідер орків приймає в армію драконів на чолі зі Смертокрилом (англ. Deathwing), та придумує як збільшити силу порталу. Для цього слід розшукати могилу і скіпетр палого Титана Саргереса, чиєю силою колись хотів опанувати Гул'дан. На заваді стають воїни з кланів Викрадачів і Сутінкового Молота, колись знищені тут і підняті чорною магією. Добувши Книгу Медіва (англ. Book of Medivh) в обмін на знищення сконцентрованих на кордонах Альтерака сил Штормграда і Лордерона, оркам лишається потрібним Око Даларана (англ. Eye of Dalaran). Нер'Зул хоче з його допомогою сфокусувати темну енергію підземного світу і спрямувати її на відкриття нових порталів.
Заволодівши Оком Даларана, Нер'Зул пропускає частину загонів кланів Військового Маршу і Скаліченої Руки назад в Дренор, але сам опиняється у оточенні в Азероті. Вибившись з кільця ворогів, Нер'Зул здійснює, що хотів — відкриває Темний Портал і йде з Азероту в інші світи.

### Кампанія Альянсу
Лорд Хадґар (англ. Khadgar), начальник фортеці Нізергард, впевнений, що нове вторгнення орків — лише питання часу. Він посилає невеликий загін ельфійського рейнджера Аллерії (англ. Alleria), щоб запросити підкріплення. На шляху Аллерія зустрічає союзників, Тураліона (англ. Turalyon) і Даната (англ. Danath), та прибуває у фортецю Новий Штормград.
Великі сили орків крізь відновлений Темний Портал вторгаються на територію Азерота і готуються до штурму Нізергарда. Після відбиття атаки на Нізергард, командування вважає, що прийшов час контрудару. Хадґар стверджує, що орки знову вторглися в Азерот не просто для війни, тому просить захопити, а не знищити Портал.
Поки люди пробивалися до Темного Порталу, загін під командуванням Нер'Зула пробився в королівську бібліотеку Нового Штормграда і викрав звідти Книгу Медіва. Як вважає Хадґар, орки використають Книгу для відкриття нових порталів. Командування вирішує, що єдина можливість врятувати Азерот він нового наступу ворога — пройти через Портал в Дренор і повернути Книгу Медіва.
Людям вдається захопити Портал і закріпитися на півострові Пекельного вогню в Дренорі. Після розгрому навколо орчих гаваней, рейнджери Аллерії доповідають про наближення великої армії орків. Альянс визначає місцезнаходження Книги Медіва. Хадґар вважає, що якщо йому вдасться дістати Книгу і череп Гул'дана, можна буде закрити Портал. Люди звільняють полонених союзників та беруться за пошук необхідних для закриття Порталу предметів. Війська Альянсу впритул підходять до головної фортеці клану Примарного Місяця.
Хоча фортеця Нер'Зула знищена, ні шамана, ні Книгу Медіва виявити не вдалося. Поки Хадґар і Тураліон намагалися за допомогою магії визначити місцезнаходження артефакту, надходять новини з півострова Пекельного вогню. Великі сили орків намагаються витіснити сили людей в Портал. Завдяки організованій обороні ворожі плани зазнають поразки.
На контакт з керівниками експедиції Альянсу виходить клан Усміхненого Черепа. Орки просять знищити своїх противників з інших кланів, а взамін обіцяють передати Альянсу Книгу Медіва, врятовану ними з фортеці Нер'Зула. Проте з'ясовується, що Нер'Зул встиг дізнатися з книги секрет відкриття проходів в інші світи. Він створює безліч нових порталів, через що Дренор починає руйнуватися. Сам шаман тікає з оточення в невідомому напрямі.
Поки Дренор ще стоїть, Хадґар дістається до Темного Порталу і, використовуючи Книгу Медіва і череп Гул'дана, руйнує його, зупиняючи цим інші портали. Однак, після цього Хадґар зі своєю експедицією лишається замкненим в Дренорі, а їхня доля після цього невідома.

## Нагороди
- Найкраще вдосконалення існуючої гри (1996, Computer Gaming World)
- Доповнення року (1997, Computer Gaming World)[3]